# Eleccions legislatives búlgares d'octubre de 2024
Les eleccions legislatives búlgares de 2024 se celebraren el 27 d'octubre de 2024. Inicialment es preveia fer-les coincidir amb les eleccions al Parlament Europeu de 2024, però la incapacitat dels partits per arribar a acords després de les eleccions legislatives búlgares de juny de 2024 va causar que el president Rumen Radev convoqués noves eleccions per al 27 d'ocubre.

## Antecedents
La incapacitat dels partits per arribar a acords després de les eleccions legislatives búlgares de juny de 2024 va causar que el president Rumen Radev convoqués noves eleccions per al 27 d'ocubre.
El Moviment pels Drets i les Llibertats va entrar en crisi el juliol de 2024 quan el president honorari Ahmed Dogan va demanar la renúncia del president Delyan Peevski, els vicepresidents Halil Letifov i Stanislav Anastassov i altres diputats, i el partit va respondre donant de baixa a vint-i-cinc diputats, entre ells Dogan i Chakarov. El partit s'escindí i a les eleccions Peevski va presentar el Moviment pels Drets i les Llibertats - Un nou començament (DPS–Peevski) mentre Dzhevdet Chakarov va presentar l'Aliança pels Drets i les Llibertats (DPS–Dogan).

## Sistema electoral
El sistema electoral búlgar és proporcional amb un llindar del 4% per a tots els partits i coalicions.

## Resultats
| Eleccions legislatives búlgares d'octubre de 2024 | Eleccions legislatives búlgares d'octubre de 2024                                                              | Eleccions legislatives búlgares d'octubre de 2024 | Eleccions legislatives búlgares d'octubre de 2024 | Eleccions legislatives búlgares d'octubre de 2024 | Eleccions legislatives búlgares d'octubre de 2024 | Eleccions legislatives búlgares d'octubre de 2024 |
| Partit                                            | Partit | Vots                                              | %                                                 | +/–                                               | Escons                                            | +/–                                               |
| ------------------------------------------------- | --- | ------------------------------------------------- | ------------------------------------------------- | ------------------------------------------------- | ------------------------------------------------- | ------------------------------------------------- |
|                                                   | GERB–SDS (Граждани за европейско развитие на България - SDS)                                                   | 642.931                                           | 25,52 / 100                                       | ▲ 1,53                                            | 69 / 240                                          | ▲ 1                                               |
|                                                   | Coalició Continuem el Canvi-Bulgària Democràtica (PP-DB) (Продължаваме промяната – Демократична България)      | 346.063                                           | 13,74 / 100                                       | ▼ 0,18                                            | 37 / 240                                          | ▼ 2                                               |
|                                                   | Renaixement (V) (Възраждане')                                                                                  | 325.468                                           | 12,92 / 100                                       | ▼ 0,46                                            | 35 / 240                                          | ▼ 3                                               |
|                                                   | Moviment pels Drets i les Llibertats - Un nou començament (DPS-NN) (Движение за права и свободи – Ново начало) | 281.366                                           | 11,17 / 100                                       | N/D                                               | 30 / 240                                          | N/D                                               |
|                                                   | BSP-Esquerra Unida (BSP) (Коалиция за България)                                                                | 184.403                                           | 7,32 / 100                                        | ▲ 0,47                                            | 20 / 240                                          | ▲ 1                                               |
|                                                   | Aliança pels Drets i les Llibertats (DPS) (Алианс за права и свободи)                                          | 182.263                                           | 7,24 / 100                                        | N/D                                               | 19 / 240                                          | N/D                                               |
|                                                   | Existeix un Poble (ITN) (Има такъв народ)                                                                      | 165.160                                           | 6,56 / 100                                        | ▲ 0,77                                            | 18 / 240                                          | ▲ 2                                               |
|                                                   | Moral, Unitat, Honor (MECh) (Морал, Единство, Чест)                                                            | 111.986                                           | 4,44 / 100                                        | N/D                                               | 12 / 240                                          | N/D                                               |

## Conseqüències
El 25 d'octubre el Ministeri de l'Interior va informar que havia rebut més de 400 denúncies de compra de vots, i a principis de mes un grup d'activistes havia publicat una llista de 200 persones que suposadament estaven comprant vots per al nou partit de Delyan Peevski, Moviment pels Drets i les Llibertats – Un Nou Començament (DPS–Peevski).
Després de mesos de negociacions, el 14 de gener de 2025 es va arribar a un preacord per a formar un nou executiu encapçalat per Rosen Zhelyazkov de Ciutadans pel Desenvolupament Europeu de Bulgària (GERB) integrat pels conservadors del GERB, els socialdemòcrates de Coalició per Bulgària (BSP) i el populista Existeix un Poble (ITN), amb el suport d'Aliança pels Drets i les Llibertats (DPS–Dogan) que no entraria a la coalició tripartida.

## Recàlcul electoral
El 26 de febrer de 2025, el Tribunal Constitucional va ordenar el recàlcul dels resultats basant-se en un recompte parcial de les eleccions, citant un informe que va trobar discrepàncies en gairebé la meitat dels col·legis mostrejats com a part de l'auditoria. El 13 de març, el Tribunal Constitucional va declarar que 16 diputats havien estat elegits il·legalment: Existeix un Poble (ITN), Moral, Unitat, Honor (MECh) i Ciutadans pel Desenvolupament Europeu de Bulgària (GERB) tenien 3 diputats elegits il·legalment, Moviment pels Drets i les Llibertats – Un Nou Començament (DPS–Peevski) i Renaixement en tenien 2, i Aliança pels Drets i les Llibertats (DPS–Dogan), Continuem el Canvi-Bulgària Democràtica (PP-DB) i Coalició per Bulgària (BSP–OL) en tenien 1.
El 14 de març Velichie va rebre 10 escons després del recompte, va dir la comissió electoral en una reunió televisada. Els altres sis escons van ser assignats a quatre partits petits, deixant al govern de coalició amb una majoria mínima, doncs va passar de 126 dels 240 escons al parlament a 121.